# 조반니 고리아

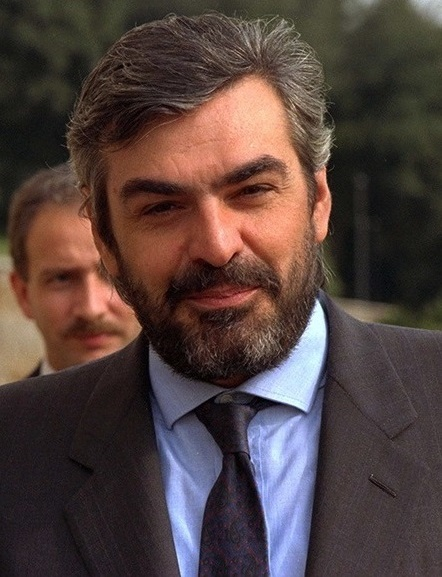

조반니 주세페 고리아(이탈리아어: Giovanni Giuseppe Goria, 1943년 7월 30일~1994년 5월 21일)는 이탈리아의 정치인이다. 1987년부터 1988년까지 이탈리아의 총리를 지냈다.

## 생애
1943년 7월 30일 피에몬테주 아스티에서 태어났다. 토리노 대학교에서 경제학과 재정학을 전공했다. 1976년 총선에서 '쿠네오-알레산드리아-아스티' 선거구에 기독교민주당 소속으로 출마해 하원의원에 당선됐다. 베티노 크락시 내각에서 국고장관을 지냈다.
1987년 43살의 나이로 종전 후 최연소 이탈리아 총리에 선출됐는데, 이 기록은 뒷날 마테오 렌치가 39살의 나이로 총리에 선출되면서 깨진다. 1988년까지 이탈리아의 총리를 지냈다.
1989년 치러진 유럽 의회 선거에 출마해 당선됐다. 줄리아노 아마토 내각에서 재무장관을 지냈다. 그러나 고향이자 지역구인 아스티의 한 병원 건설과 관련한 뇌물 수뢰 혐의가 드러나자 장관직에서 물러났다. 재판이 진행되던 도중 1994년 5월 21일 아스티에서 폐암으로 사망했다.